# Camerata Nuova
Pour les articles homonymes, voir Camerata.
Camerata Nuova est une commune italienne de la ville métropolitaine de Rome Capitale dans la région Latium en Italie.

## Géographie
Camerata Nuova est situé au nord du massif des Monts Simbruins, bordé au nord-est par la province de L'Aquila de la région des Abruzzes.

### Communes limitrophes
Camerata Nuova est attenante aux communes de Cappadocia (Abruzzes), Cervara di Roma, Rocca di Botte (Abruzzes) et Subiaco, Vallepietra.

## Histoire
La commune de Camerata Nuova est de création récente, en 1859, à la suite de l'incendie qui détruisit au milieu du XIXe siècle le village ancien de Camerata situé 400 mètres plus haut sur le flanc de la montagne. La nouvelle dénomination date de 1872.

## Administration
| Période                                  | Période  | Identité         | Étiquette     | Qualité |
| ---------------------------------------- | -------- | ---------------- | ------------- | ------- |
| 25 juin 2012                             | En cours | Settimo Liberati | Liste civique |         |
| Les données manquantes sont à compléter. |          |                  |               |         |